# Mourad Khirat
Mourad Khirat (* 19. September 1961 in Paris) ist ein ehemaliger französischer Fußballspieler.

## Karriere
Der Spieler, dessen jüngerer Bruder Ferhat Khirat ebenfalls Profifußballer war, begann seine Karriere als Jugendlicher im Ausbildungszentrum des FC Sochaux. In einem Verein, dessen Sturm unter anderem der Nationalspieler Patrick Parizon und der spätere Nationalspieler Yannick Stopyra angehörten, schaffte er nicht den Sprung in die erste Mannschaft. Dennoch verbuchte er für diese von der Spielzeit 1978/79 an insgesamt drei Einsätze und einen Torerfolg in der höchsten französischen Spielklasse, in die er danach nie wieder zurückkehren konnte. Als er 1980 für eine Saison an den Paris FC verliehen wurde, wechselte er in seine Heimatstadt, wo er zwar der Zweitligamannschaft angehörte, sich in dieser aber nicht durchsetzen konnte, sodass er über gelegentliche Einsätze nicht hinauskam. 
Bei Sochaux entschieden sich die Verantwortlichen gegen eine Weiterbeschäftigung des jungen Spielers, der 1981 im Drittligisten AS Poissy einen neuen Arbeitgeber fand. In dieser Spielklasse verblieb er über Jahre, auch wenn er bei Poissy einen Stammplatz innehatte. Mit seinem Wechsel zum SC Amiens 1986 schaffte er den Sprung in die zweite Liga. Zwar lief er für den Verein regelmäßig auf, verhinderte in der Spielzeit 1986/87 jedoch nicht den Abstieg und wurde am Saisonende nicht für ein weiteres Engagement behalten. Im Anschluss daran beendete Khirat mit 25 Jahren seine Laufbahn.